# Jessica Steen
Jessica Steen (Toronto, 19 dicembre 1965) è un'attrice canadese.

## Biografia
Jessica Steen è figlia dell'attrice Joanna Noyes e del regista e attore Jan Steen, ed è di origini olandesi e scozzesi.
Oltre alla sua carriera nello spettacolo, Jessica Steen è impegnata come ambientalista e nel proteggere i diritti degli animali. Sostiene David Suzuki (uno dei più famosi e riconosciuti tra gli attivisti ambientalisti), The World Society for the Protection of Animals e il Western Canadian Wilderness Committee; inoltre, ha il brevetto di subacquea e pratica diverse attività circensi (camminata sui trampoli, è giocoliera e mangiatrice di fuoco).
Attualmente risiede a Los Angeles.

## Carriera
All'età di otto anni Steen ottenne il suo primo ruolo, nella serie televisiva per bambini The Sunrunners, una produzione canadese, insieme a sua madre.

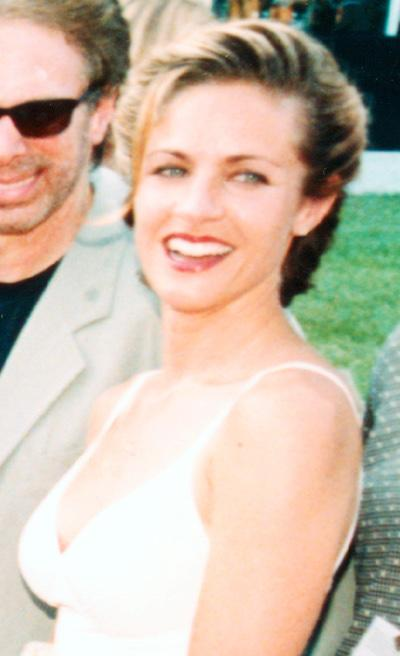
Steen alla prima di Armageddon - Giudizio finale nel 1998

Nel 1986 ebbe l'occasione di recitare in un episodio della serie televisiva Disneyland, dove interpretò Tracy Gordon, al fianco dell'allora idolo degli adolescenti Lindsay Wagner, la quale interpretava sua sorella. Nel 1987 fu l'unica donna ad avere un personaggio stabile in una serie televisiva, Capitan Power, e per l'episodio Judgment nel 1988 ottenne una nomination per il Gemini Award come "migliore interpretazione di un'attrice in un ruolo continuativo".
Nel 1989 debuttò sul grande schermo recitando nel musical Sing - Il sogno di Brooklyn.
Nonostante a Toronto continuasse ad ottenere ruoli in serie televisive canadesi e in film televisivi destinati al mercato statunitense, nel 1991 decise di trasferirsi a New York e solo sei settimane dopo il suo arrivo nella "Grande mela" venne scritturata per sostituire un'altra attrice nel cast della soap opera Quando si ama. La sua interpretazione di Patricia Alden Sowolsky Hartman McKenzie catturò l'attenzione della ABC, che la scritturò per la serie Homefront, che durò due stagioni.
Nel 1994 interpretò la dottoressa Julia Heller per la NBC nella serie Progetto Eden, che durò solo una stagione ma permise all'attrice di divenire ancora più conosciuta e apprezzata e quindi richiesta a partecipare come guest star in molte serie televisive. L'attività di quest'anno le permise di ottenere il Gemini Award come migliore attrice. Da allora ha recitato in innumerevoli serie, ottenendo ottimi risultati.

## Filmografia

### Cortometraggi
- The Ride Home (2000)
- Flip Phone (2003)
- Transit Lounge (2008)

### Film
- A cuore aperto (Threshold), regia di Richard Pearce (1981)
- Gentle Sinners (1983)
- La morte non sa leggere (1986)
- Il sogno di Robin (Flying), regia di Paul Lynch (1986)
- John and the Missus, regia di Gordon Pinsent (1987)
- Sing - Il sogno di Brooklyn (Sing), regia di Richard J. Baskin (1989)
- Still Life (1990)
- Ancora più scemo (Trial and Error), regia di Jonathan Lynn (1997)
- Armageddon - Giudizio finale (Armageddon), regia di Michael Bay (1998)
- Al di sopra della legge (1999)
- Judgment (Apocalypse IV: Judgment), regia di Andre Van Heerden (2001)
- Caos (Chaos), regia di Tony Giglio (2005)
- Gli esclusi - Il mondo in guerra (Left Behind: World at War), regia di Craig R. Baxley (2005)

### Televisione
- 1983, Hangin' In - serie TV, episodio I've Got a Secret
- 1983, SCTV Channel - serie TV, It's a Wonderful Film
- 1984-1986, I gemelli Edison - serie TV, episodio Enemy of Weston
- 1984, When We First Met, film TV
- 1985, Home Free,  film TV
- 1985-1986, Night Heat - serie TV, episodio The Source
- 1985, Striker's Mountain, film TV
- 1985, L'amico Gipsy - serie TV, episodio The Littlest Hobo
- 1985, Workin' for Peanuts, film TV
- 1986, Easy Prey, film TV
- 1986, Kay O'Brien - serie TV, episodio Little White Lies
- 1986, The Campbells - serie TV, episodio Blinded by Love
- 1986, The Truth About Alex, film TV
- 1986, Disneyland - serie TV, episodio Young Again
- 1987, CBS Schoolbreak Special - serie TV, episodio The Day They Came to Arrest the Book
- 1987, Alfred Hitchcock presenta (Alfred Hitchcock Presents) – serie TV, episodio 2x03
- 1987, Oltre la legge - L'informatore - serie TV
- 1987-1988, Capitan Power - serie TV, 22 episodi
- 1989, C.B.C.'s Magic Hour - serie TV, episodio High Country
- 1989, The Rocket Boy, film TV
- 1990, Christmas in America, film TV
- 1990, Knights of the Kitchen Table, film TV
- 1990, Street Legal - serie TV, episodio Softsell
- 1991, Brattigan, detective di cronaca, film TV
- 1991-1993, Homefront - serie TV, 42 episodi
- 1991, Quando si ama (Loving) - serie TV
- 1991, Sweating Bullets - serie TV
- 1993, Ma che ti passa per la testa? (Herman's Head) - serie TV, episodio When Hairy Met Hermy
- 1994, Liberate quei bambini, film TV
- 1994-1995, Progetto Eden (Earth 2) - serie TV, 21 episodi
- 1994, Small Gifts, film TV
- 1996, E.R. - Medici in prima linea (ER) - serie TV, episodio True Lies
- 1996-2000, Oltre i limiti - serie TV, episodio The Refuge
- 1997, Murder One - serie TV, 4 episodi
- 1997, Il tocco di un angelo - serie TV, episodio Full Moon
- 1998, Preside in affitto (Principal Takes a Holiday), film TV
- 1999, Jarod il camaleonte (The Pretender) - serie TV, episodio The Assassin
- 1999, Due poliziotti a Chicago (Due South) - serie TV, episodio Hunting Season
- Pat, la mamma virtuale (Smart House), regia di LeVar Burton – film TV (1999)
- 1999-2001, The Practice - Professione avvocati - serie TV, episodio Inter Arma Silent Leges
- On Hostile Ground – film TV (2000)
- 2002, Detective Monk - serie TV, episodio Mr. Monk and the Billionaire Mugger
- 2002, Society's Child, film TV
- 2002, Untitled Secret Service Project, film TV
- 2003, Dragnet - serie TV, episodio The Cutting of the Swath
- 2003, Mutant X - serie TV, episodio The Taking of Crows
- 2003-2007, NCIS - Unità anticrimine - serie TV, 6 episodi
- 2003, The Pact, film TV
- 2003, The Paradise Virus, film TV
- 2004, Stargate SG-1 - serie TV, episodi: Lost City: Part 1 e Lost City: Part 2
- 2004, Nip/Tuck - serie TV, episodio Kimber Henry
- 2005, Streghe - serie TV, episodio Ordinary Witches
- 2005, Kojak - serie TV, episodio Pilot
- 2005, Eyes - serie TV, episodio Shots
- 2005, Killer Instinct - serie TV, 7 episodi
- 2006, Rapid Fire, film TV
- 2006, Supernatural - serie TV, episodio The Benders
- 2006, CSI: Scena del crimine - serie TV, episodio Toe Tags
- 2007- Heartland - serie TV, 35 episodi (in produzione)
- 2008, Canooks - serie TV, episodi Pilot e The City LA
- 2008, jPod - serie TV, 3 episodi
- 2008, Vipers, film TV
- 2009-2011, Flashpoint - serie TV, 10 episodi
- 2009, Omicidi e Segreti (My Nanny's Secret), film TV, 3 episodi
- 2012, Republic of Doyle - serie TV, 3 episodi
- 2012- Bullet in the Face - serie TV, 6 episodi (in produzione)
- 2018, Grey's Anatomy - serie TV, episodio Judgement Day

### Video
- 1997, Dog Watch, regia di John Langley ()
- 2002, Slap Shot 2: Breaking the Ice

## Doppiatrici italiane
Nelle versioni in italiano delle opere in cui ha recitato, Jessica Steen è stata doppiata da:
- Anna Cugini in NCIS - Unità anticrimine (st. 1-3, ep. 12x23), Heartland
- Isabella Pasanisi in Capitan Power
- Loredana Nicosia in Homefront: la guerra a casa
- Barbara Castracane in Ancora più scemo
- Elisa Galletta in Armageddon - Giudizio finale
- Laura Romano in Detective Monk
- Roberta Greganti in NCIS - Unità anticrimine (ep. 4x19)
- Tiziana Avarista in Stargate SG-1
- Alessandra Korompay in Supernatural
- Elena Morara in CSI - Scena del crimine
- Franca D'Amato in Grey's Anatomy